# Gaio Sempronio Bleso
Gaio Sempronio Bleso  (in latino Gaius Sempronius Blaesus; fl. 253 a.C.–244 a.C.) è stato un politico e generale romano.

## Biografia
Fu eletto console per la prima volta nel 253 a.C. con Gneo Servilio Cepione durante la prima guerra punica. Assieme al collega fu al comando di una flotta di 260 navi, che compì una serie di incursioni lungo la costa africana, con cui riuscì ad ottenere un grande bottino, anche se non vi furono scontri degni di nota.
Quando però si fermarono nel Golfo della Piccola Sirte, a causa della inesperienza dei piloti, le navi romane si arenarono e poterono riprendere il mare solo al ritorno della marea, dopo aver gettato tutto il bottino in mare.
Questo disastro li indusse a ritornare in Sicilia, ma nel loro viaggio da lì verso l'Italia al largo di Capo Palinuro si imbatterono in una tremenda tempesta, nella quale affondarono ben 150 navi. Nonostante queste disavventure, entrambi i consoli ottennero il trionfo per i loro successi in Africa, come riportato dai Fasti consulares.
Bleso fu eletto console una seconda volta nel 244 a.C. con Aulo Manlio Torquato Attico, anno in cui fu fondata una nuova colonia nei pressi di Brundisium.
Nel 211 a.C., Sempronio Bleso (probabilmente il figlio del consolare, che portava lo stesso nome del padre) accusò il pretore, Gneo Fulvio Flacco, di fronte al popolo romano di aver perso la sua armata nella battaglia di Herdonia (212 a.C.), per aver corrotto i suoi soldati con ogni sorta di vizi, prima di darli in pasto al nemico cartaginese. Secondo l'accusa egli avrebbe fatto sì che questi soldati fossero diventati arroganti, turbolenti verso gli alleati, vili ed imbelli di fronte al nemico. In un primo momento Flacco cercò di addossare la colpa ai soldati, ma ulteriori indagini dimostrarono la sua colpevolezza. Cercò, quindi, di ottenere l'aiuto del fratello, Quinto Fulvio Flacco, che era allora nel pieno della gloria, impegnato nell'assedio di Capua. Alla fine, per evitare la possibile pena di morte in caso di processo, Gneo preferì andare a Tarquinia in esilio volontario.
Sappiamo da Livio che, quando Fulvio Flacco divenne dittatore (fine del 210 a.C.), quest'ultimo, una volta rientrato a Roma, mandò presso l'esercito della provincia d'Etruria il suo legato Sempronio Bleso a sostituire il propretore Gaio Calpurnio, al quale invece affidò il comando del suo esercito a Capua.